# زامبي نيشن
زامبي نيشن (بالإنجليزية: Zombie Nation)‏ (باليابانية: 暴れん坊天狗) ، هي لعبة إلكترونية من نوع إطلاق المقذوفات من الفم، صدرت عام 1990م، وتعمل بنظام نينتندو إنترتينمنت سيستم.

## مصدر
1. 1 2  . City Connection https://city-connection.co.jp/exciteng/. اطلع عليه بتاريخ 2024-08-01. {{استشهاد ويب}}: |url= بحاجة لعنوان (مساعدة) والوسيط |title= غير موجود أو فارغ (من ويكي بيانات) (مساعدة)
2. ↑  GameCenter CX Episode 67, Fuji TV. AD Nakayama explains about the changes in both versions of the Game

## وصلة خارجية
- "Zombie Nation Instruction Manual". Meldac. 1990. NES-51-USA. مؤرشف من الأصل في 2022-05-12. اطلع عليه بتاريخ 2008-06-08. {{استشهاد بدورية محكمة}}: الاستشهاد بدورية محكمة يطلب |دورية محكمة= (مساعدة)